# Dicranomyia stigmata
Dicranomyia stigmata là một loài ruồi trong họ Limoniidae. Chúng phân bố ở miền Tân bắc.